# Рокабашерана
Рокабашерана (итал. Roccabascerana) је насеље у Италији у округу Авелино, региону Кампанија.
Према процени из 2011. у насељу је живело 534 становника. Насеље се налази на надморској висини од 406 м.

## Становништво
Према резултатима пописа становништва 2011. у општини је живело 2.366 становника.
| 1931. | 1936. | 1951. | 1961. | 1971. | 1981. | 1991. | 2001. | 2011. |
| ----- | ----- | ----- | ----- | ----- | ----- | ----- | ----- | ----- |
| 4.412 | 4.270 | 3.962 | 3.130 | 2.392 | 2.222 | 2.308 | 2.333 | 2.366 |